# Saint-May
Saint-May (okzitanisch: gleichlautend) ist ein Ort und eine Gemeinde mit 31 Einwohnern (Stand 1. Januar 2022) im Osten des Départements Drôme in der südfranzösischen Region Auvergne-Rhône-Alpes. Seit 2015 gehört der Ort zum „Parc naturel régional des Baronnies Provençales“.

## Lage
Der Ort Saint-May liegt umgeben von bewaldeten Bergen oberhalb des Flusses Eygues in einer Höhe von etwa 420 bis 520 m ü. d. M. rund 24 km (Fahrtstrecke) nordöstlich der Kleinstadt Nyons.

## Bevölkerungsentwicklung
| Einwohner                  | 196 | 226 | 136 | 59 | 40 | 42 |
| Quellen: Cassini und INSEE |     |     |     |    |    |    |

Der kontinuierliche Bevölkerungsrückgang ist im Wesentlichen auf die abgelegene Lage des Ortes und den Verlust an Arbeitsplätzen infolge der Mechanisierung der Landwirtschaft zurückzuführen.

## Wirtschaft

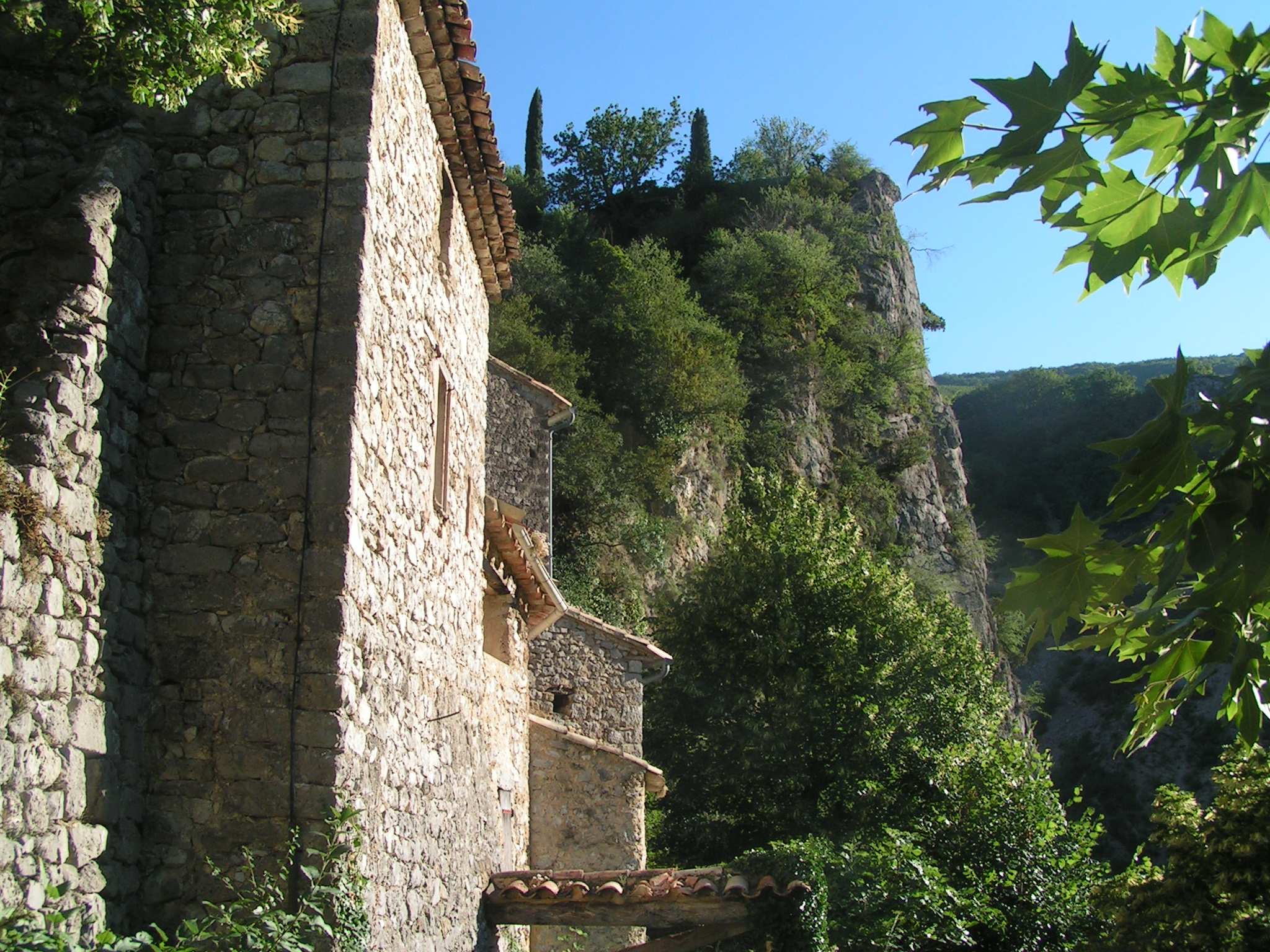
Häuser im Ort

Die Einwohner des Ortes lebten jahrhundertelang als Selbstversorger von der Landwirtschaft (Feldbau und Viehzucht). Auch Wein wurde angebaut; der Ort besitzt auch heute noch das Recht zur Vermarktung seiner Weintrauben über die Appellationen Comtés Rhodaniens, Coteaux des Baronnies, Mediterranée und Drôme; doch wird wegen der Höhenlage kaum noch Wein angebaut. Stattdessen finden sich in kleinerem Umfang Oliven-, Aprikosen-, Kirsch- und Apfelbäume; außerdem gibt es einige Lavendelfelder. Seit den letzten Jahrzehnten des 20. Jahrhunderts spielt der Tourismus in Form der Vermietung von Ferienwohnungen (gîtes) die wichtigste Rolle im Wirtschaftsleben des Ortes.

## Geschichte
Die Abtei Bodon wurde bereits im 6. Jahrhundert circa zwei Kilometer vom heutigen Ort entfernt gegründet; ihr erster Abt war der später als heilig verehrte Marius (Saint-May). Nach Überfällen durch die Sarazenen und Ungarn wurde sie immer wieder restauriert, bis sie im ausgehenden 16. Jahrhundert durch protestantische Truppen endgültig zerstört wurde.

## Sehenswürdigkeiten
- Die Gässchen im auf einem Bergsattel erbauten Ort sind durchaus reizvoll. Ein Haus ist direkt an eine Felswand angebaut.
- Der örtliche Friedhof (cimetière) wurde an der Stelle eines mittelalterlichen Wehrturms (donjon) errichtet.

außerhalb
- Die Ruinen der Abbaye Bodon sind teilweise noch sichtbar.
- Die Chapelle Saint-Marius wurde im 17. Jahrhundert in das ehemalige Refektorium der Abtei hineingebaut.